# Лейден, Артген ван
Артген ван Лейден, Артген Лейденский (нидерл. Aertgen van Leyden, Aert van Leyden), настоящее имя Арт Клас (нидерл. Aert Claesz, Aert Claesz, Aertgen Claesz van Leyden, Aert Claeszoon, Aert Claessoon); 1498, Лейден, Нидерланды под властью Испании — 1564, Лейден, Нидерланды) — нидерландский живописец, рисовальщик и гравёр в технике офорта.

## Биография
Документальные данные об Артгене Лейденском скудны и основным источником достоверной информации о его жизни является «Книга о художниках» (1604) нидерландского историографа Карела ван Мандера. Художник родился в Лейдене в 1498 году. До восемнадцати лет работал в валяльной мастерской отца (изготовителя войлока из шерсти, из-за этого получил прозвище Артген-валяльщик; Артген также является прозвищем и соответствует Маленькому Арту, хотя художник был высокого роста). Артген оставался в квартале валяльщиков шерсти, даже став известным живописцем. В 1516 году его отдали в обучение живописи к Корнелису Энгельбрехтсену. Некоторые источники ошибочно считают Артгена ван Лейдена братом Луки Лейденского, который также учился в мастерской Корнелиса Энгельбрехтсена.
Возможно, до 1530 года художник совершил поездку по Южной Германии, где познакомился с представителями Дунайской школы живописи и их произведениями (в картинах Артгена ощущается также влияние Ханса Бальдунга Грина).
Артген ван Лейден не писал картин мифологического или аллегорического содержания. Он был весьма религиозен. Тексты из Священного Писания читал своим ученикам, сопровождая чтение импровизированными поучениями. Жил в бедности и отказывался покинуть Лейден, чтобы переехать в более крупный город, где мог бы найти себе состоятельных заказчиков. Большое внимание уделял преподаванию своим ученикам. В Лейдене художник пользовался всеобщей симпатией и известностью.
Артген ван Лейден трагически погиб в 1564 году в результате несчастного случая в возрасте всего шестидесяти шести лет: поздно вечером в темноте он упал в ров, предназначенный для сбора дождевой воды.

## Творчество
Картины Артгена характерны необычной вытянутостью фигур, а иногда и некоторой преувеличенностью их размеров в отношении к окружающим предметам. Артген создавал рисунки для витражей, а также для картин других живописцев. Это объясняет большое количество его сохранившихся рисунков:

«Артсен очень много делал рисунков для витражистов, а также и для других живописцев, почему и теперь ещё в Лейдене можно встретить целые сотни его рисунков. Обыкновенно он получал по семи грошей за рисунок в целый лист бумаги, хотя в большинстве случаев он употреблял на это много труда и старания. Из этого легко себе представить, что его стол не ломился от заморских яств»
Работал художник, в основном, по заказам состоятельных горожан Лейдена. Находился под заметным влиянием своего учителя Корнелиса Энгельбрехтсена, позднее Яна ван Скорела, а затем и своего более знаменитого сверстника Мартена ван Хемскерка (особенно в том, что касалось изображения архитектуры). Несмотря на их влияние, умел сохранить свою самобытность. Среди картин, которые им были созданы: «Распятие с предстоящими», «Несение креста», «Жертвоприношение Авраама», «Богоматерь с хором ангелов», «Переход через Красное море», «Суд Соломона» (последняя картина художника.).

## Судьба творческого наследия
Четыре картины Артгена находились в коллекции Питера Пауля Рубенса, который проявлял интерес к творчеству художника. Несколько картин имелись и в собрании Рембрандта. Однако в XVIII и XIX веках интерес к личности и творчеству Артгена ослабел, его искусство казалось слишком архаичным и художник был забыт.
Сам Артген не подписывал свои картины. Атрибуция Артгену в отношении анонимных произведений обычно допускается по причине переходного положения между стилем работ его учителя Энгельбрехтсена и его соученика Луки Лейденского. Ряд специалистов приписывает Артгену «Призвание Святого Антония» (ок. 1530—1535, Амстердам, Рейксмузеум), которая прежде считалась работой Луки Лейденского (она подписана монограммой «L»). Также в настоящее время атрибутируется Артгену ван Лейдену и другая картина, приобретённая Карлом I Стюартом как произведение Луки Лейденского, — «Мученичество Святого Себастьяна». По композиции и трактовке фигур близка к упомянутым Карелом ван Мандером особенностям стиля Артгена группа рисунков, выполненных пером и чернилами с размывкой, автор которых носит условное имя Мастер 1527 года. Обнаруженный в 1969 году триптих Артгена «Страшный суд» с портретами заказчиков из семьи Монфорт (1555 год, находится в Валансьене в Музее изящных искусств) является ныне единственным бесспорным живописным произведением этого мастера. Ещё одно изображение Страшного суда (1530—1535 годы), близкое по композиции триптиху Лукаса ван Лейдена, и приписываемое Артгену ван Лейдену находится в настоящее время в Museum De Lakenhal в Лейдене. Картина «Рождество Христово», упоминаемая среди лучших работ художника, сохранилась в трёх вариантах, два из которых, как принято считать, принадлежат мастерской художника, а вариант из Лувра, вероятно, самому Артгену.

## Интересные факты
- Слава Артгена побудила знаменитого живописца, рисовальщика и гравёра Франса Флориса из Антверпена приехать в Лейден. Сам художник отсутствовал. Флорис попросил разрешения войти в его мастерскую. Поднявшись на чердак, он начертил на стене голову быка с ликом евангелиста Луки и гербом живописцев. Окончив свой рисунок, Франс отправился в гостиницу. Когда Артген пришёл домой, ему сказали, что у него был приезжий из чужих краев, желавший с ним побеседовать, и что в присутствии учеников он оставил рисунок на стене. Кто это был, никто не знал. Когда Артген увидел рисунок, смутившись известностью своего гостя, он сказал: «Это был Франс Флорис». Артген даже побоялся посетить своего гостя в гостинице, считая себя недостойным быть в обществе столь прославленного живописца[5].
- Художник мастерски играл на немецкой флейте, часто, музицируя, он

«…ничего не мог видеть перед собой и потому, занятый игрою, раза два или три падал в воду…»
- Все свои заказы Артген оформлял в трактире, засиживаясь до поздней ночи, хотя и не отличался страстью к выпивке. После случайного нападения пьяного[10] художник боялся возвращаться по своему бедному, беспокойному и тёмному кварталу ночью домой и часто поэтому останавливался в снятой специально на ночь комнате в центре города[5].

## Галерея

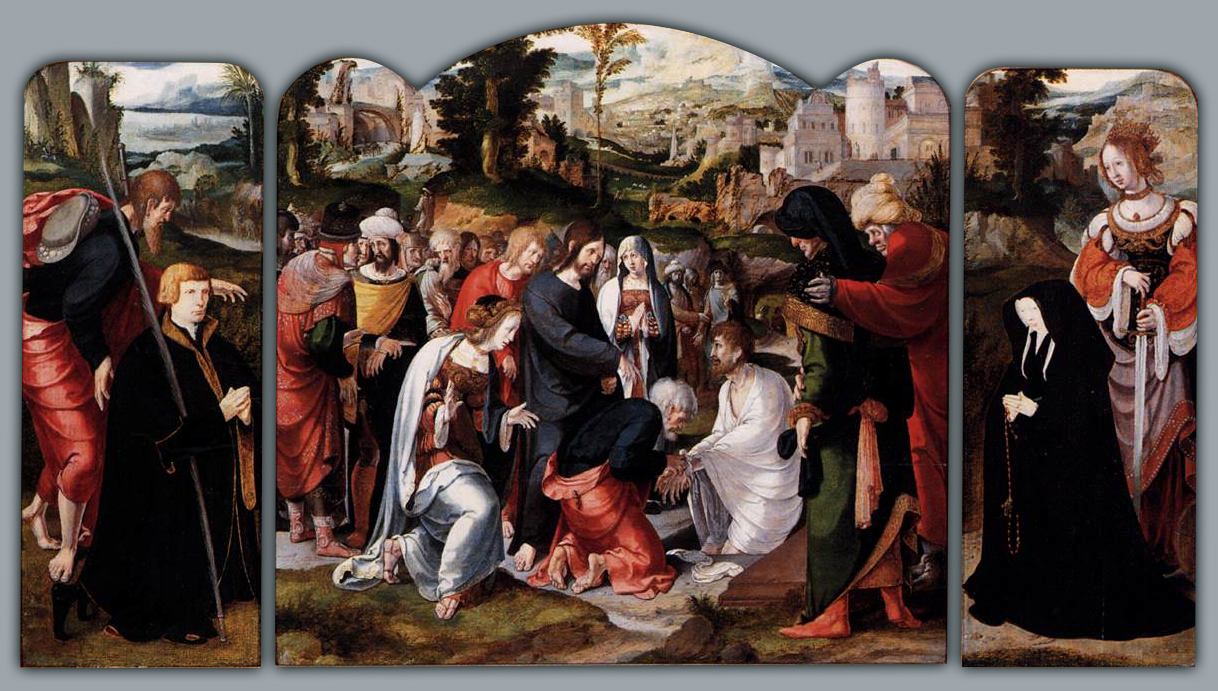
Триптих. Святой Иаков Великий с донатором (слева), Воскрешение Лазаря (в центре), Святая Екатерина с дарительницей (справа). Между 1630 и 1635. Дерево, масло. Рейксмюсеум, Амстердам
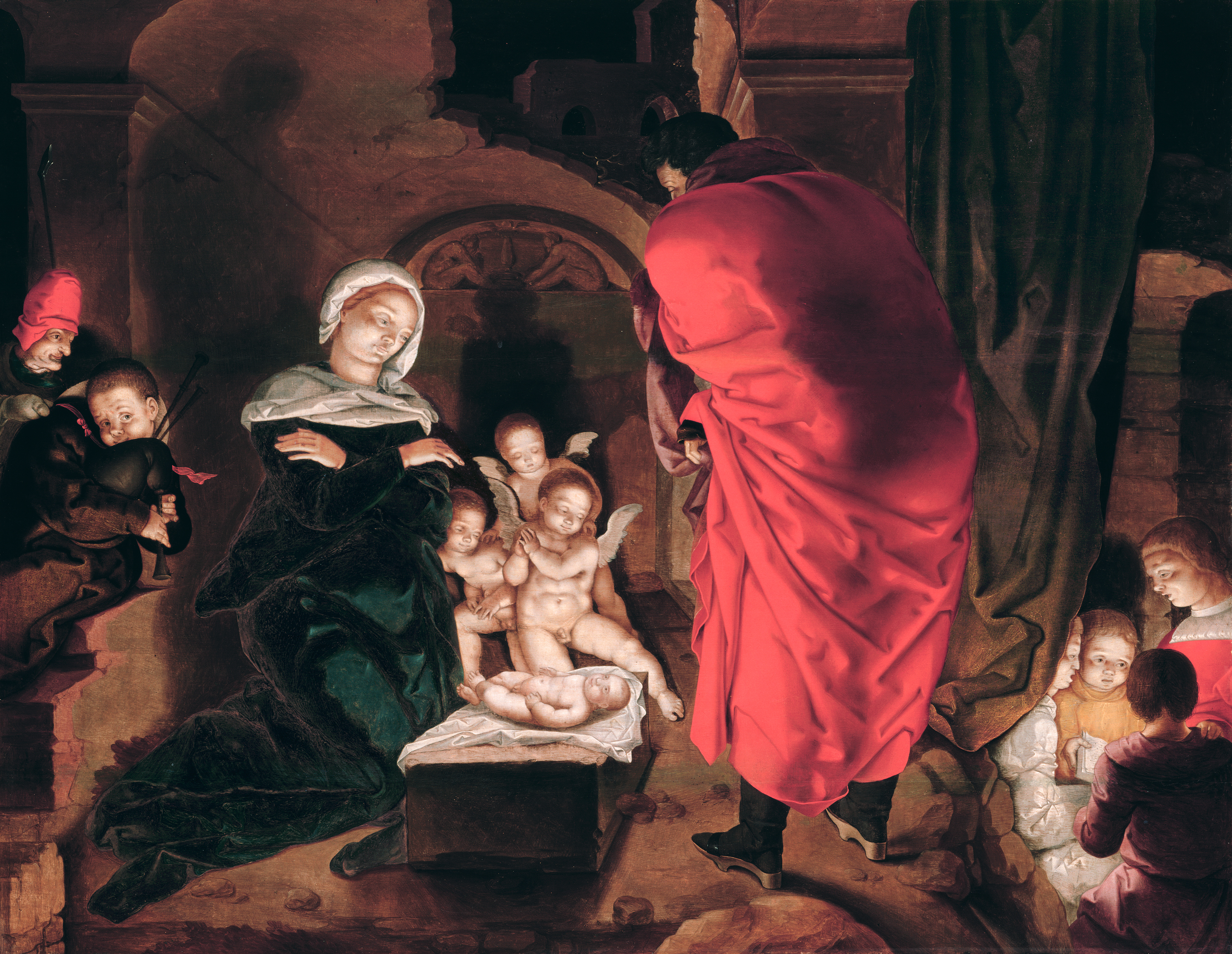
Рождество. Дерево, масло. Дом Рубенса, Антверпен
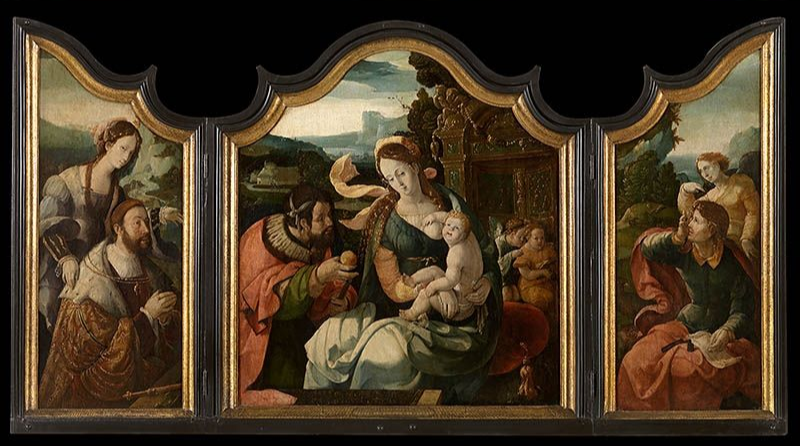
Триптих графа Генриха III Нассауского. Между 1525 и 1574. Дерево, масло. Королевский музей изящных искусств, Антверпен
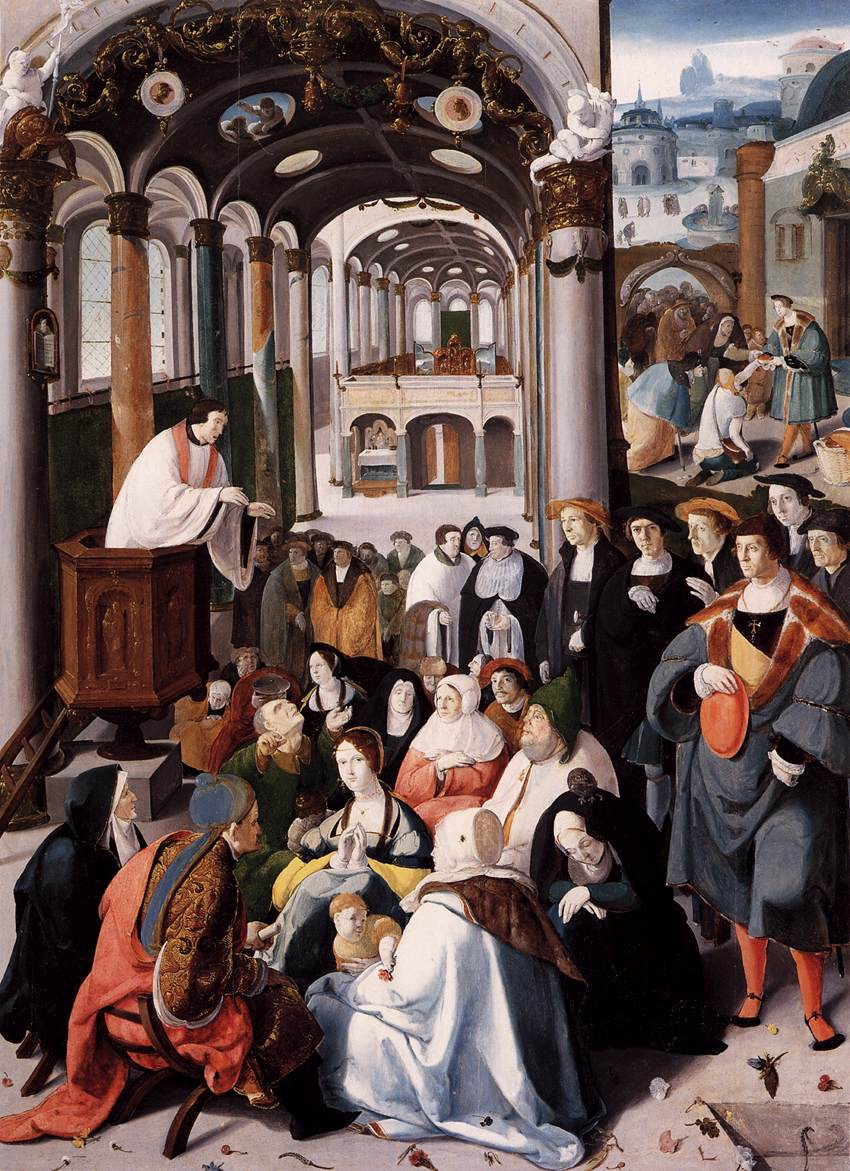
Проповедь Святого Антония Падуанского. Ок. 1530. Дерево, масло. Рейксмюсеум, Амстердам
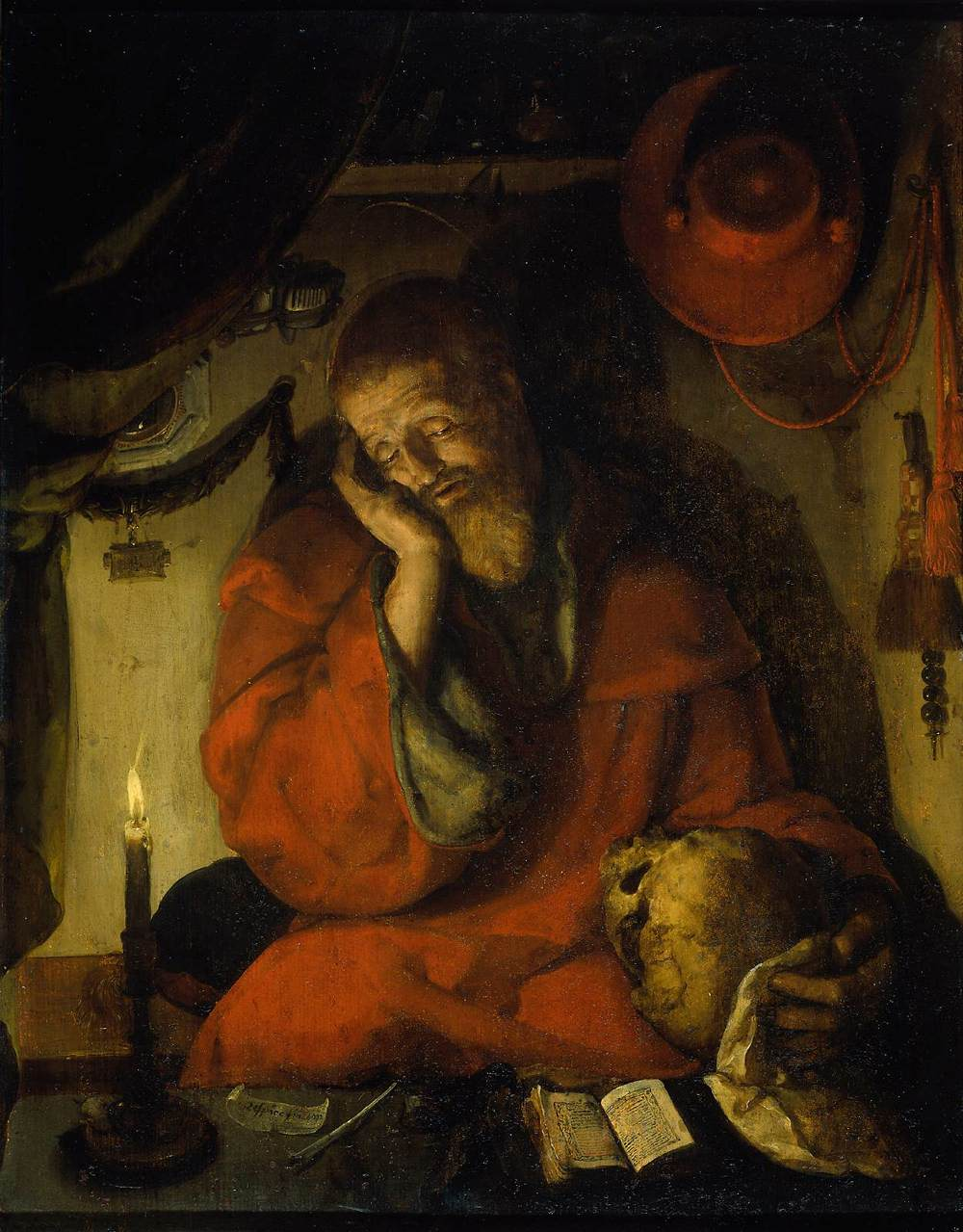
Святой Иероним. Между 1520 и 1530. Дерево, масло. Рейксмюсеум, Амстердам
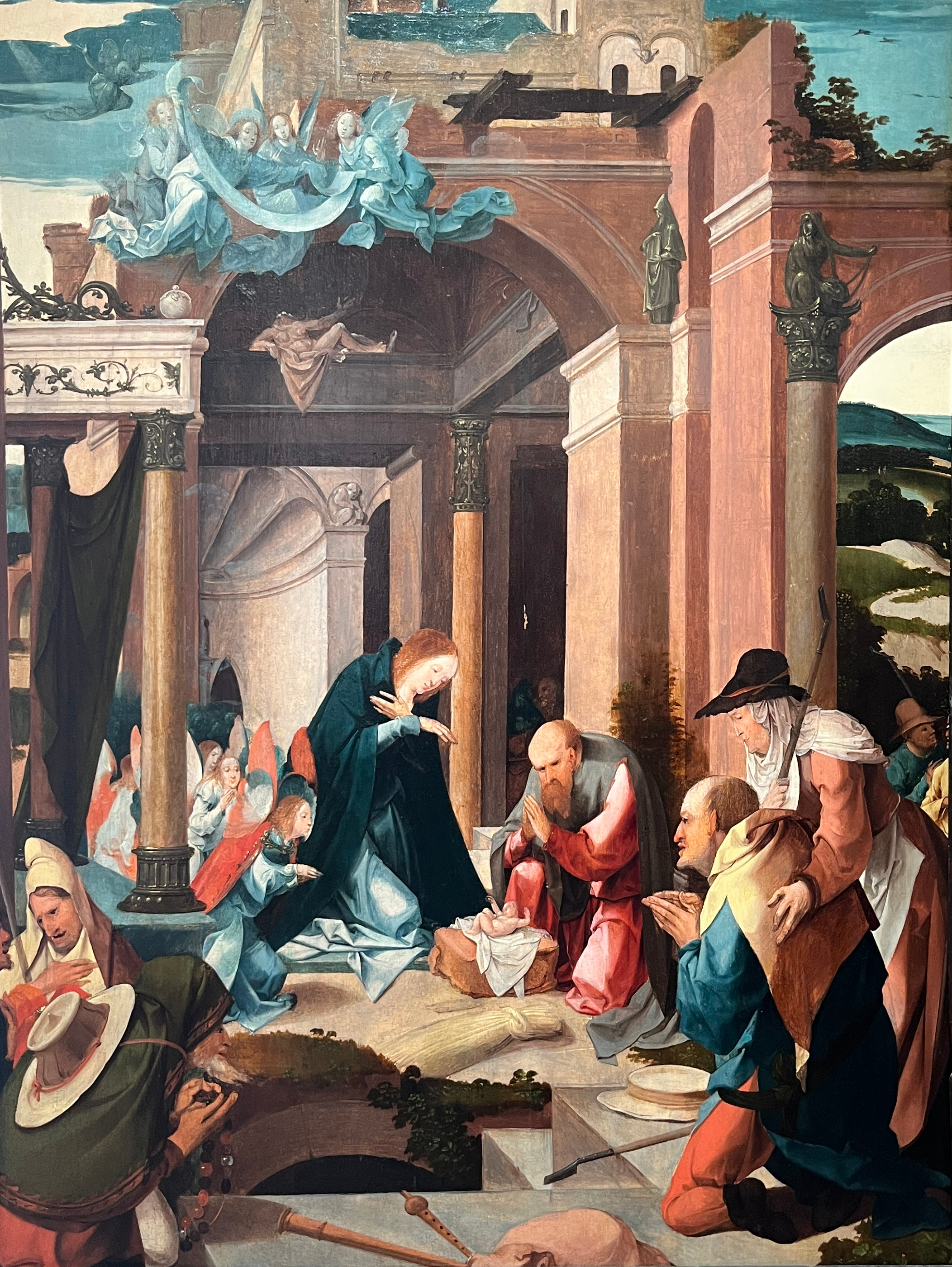
Поклонение пастухов. Дерево, масло. Королевский музей монастыря Бру, Франция
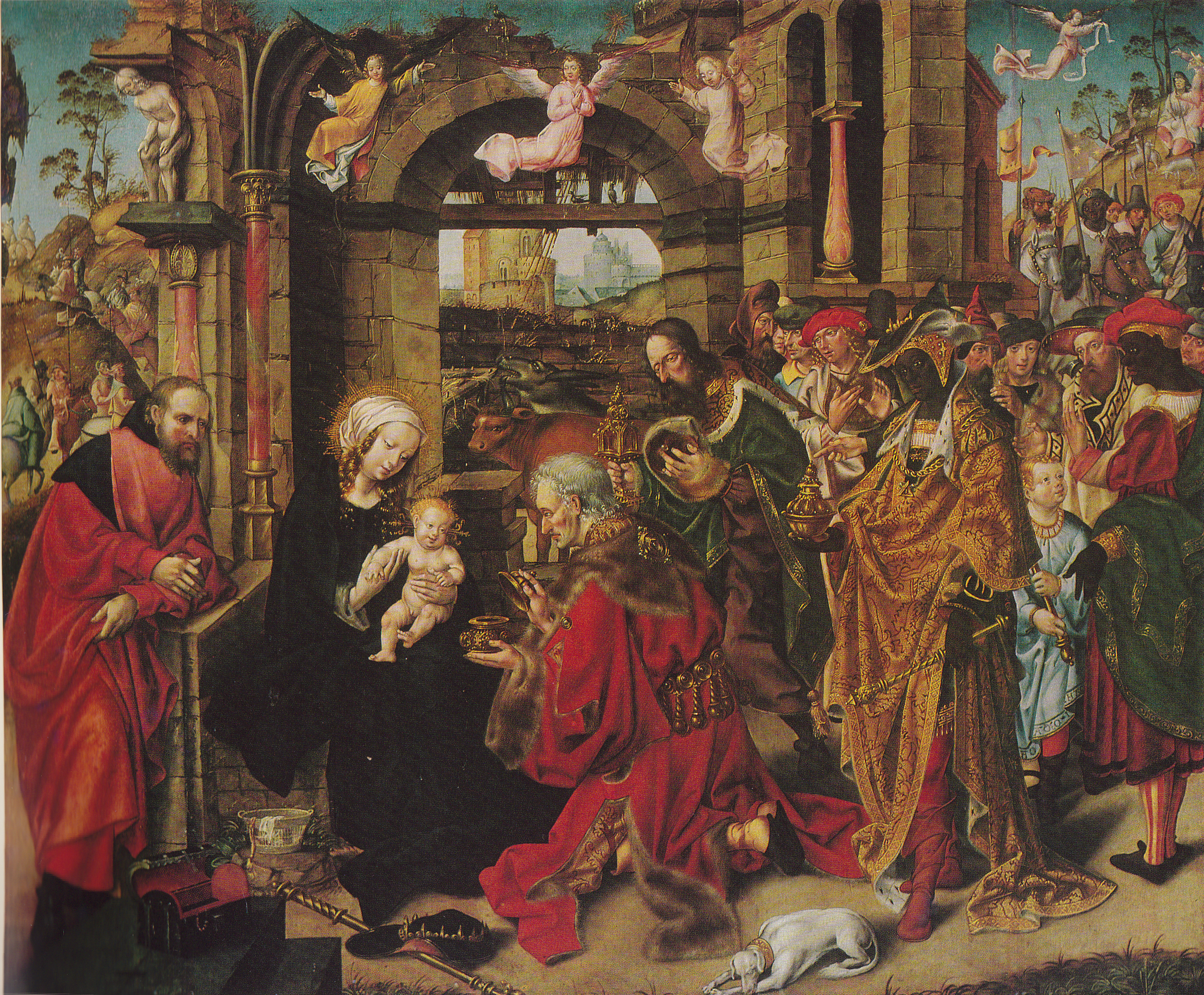
Поклонение волхвов. 1536. Дерево, масло. Музей Кайзера Вильгельма, Крефельд, Германия